# Pył węglowy

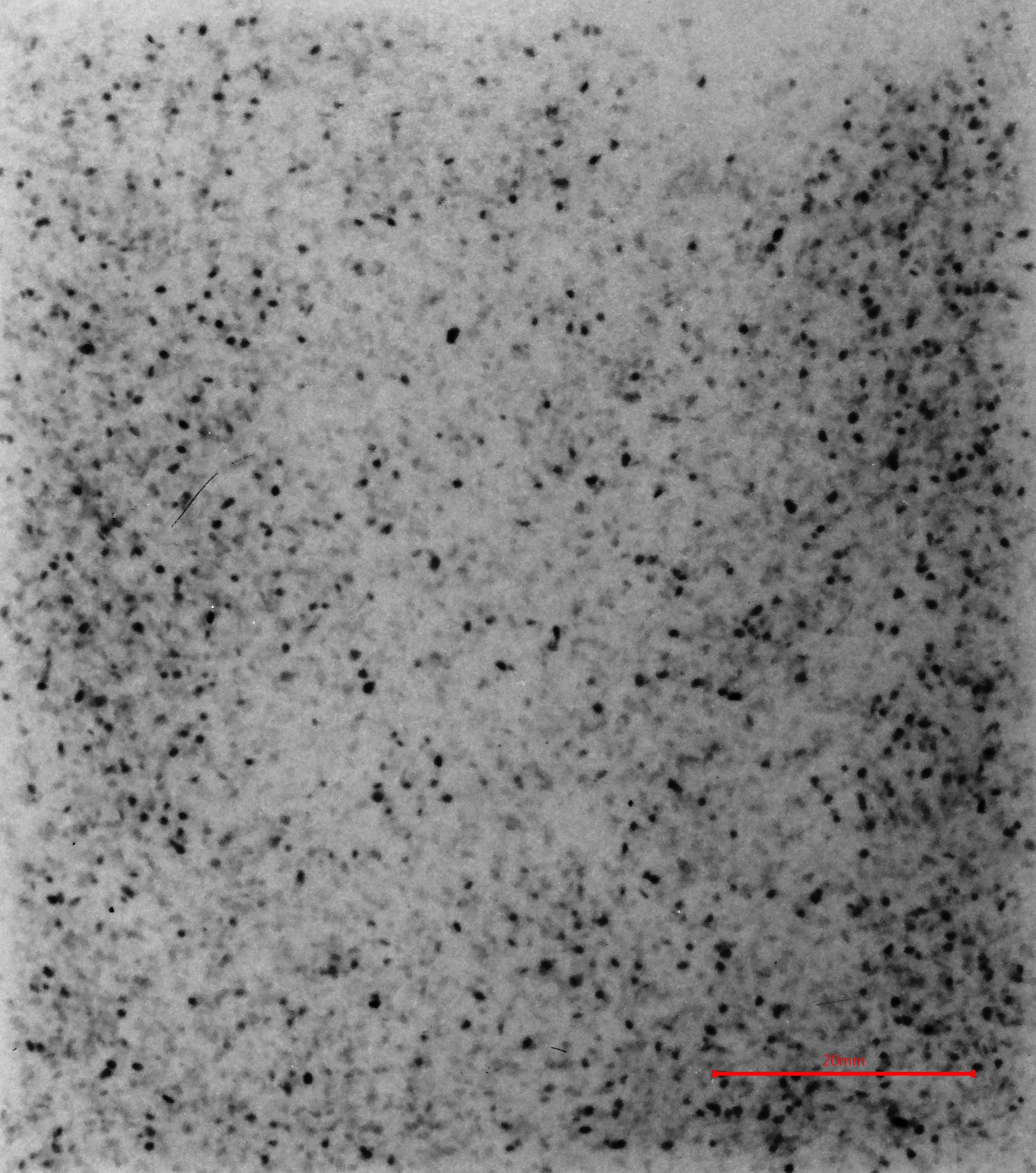
Pył węglowy, frakcja 0,5 mm; zdjęcie rentgenowskie

Pył węglowy – ziarna węgla kamiennego przechodzące przez sito o wymiarach oczek równych 1×1 mm. Powstaje podczas robót górniczych oraz w trakcie przeróbki i transportu węgla kamiennego.
Pył kopalniany to pył powstały podczas robót górniczych, transportu oraz w trakcie przeróbki węgla, wraz z dodatkiem substancji zabezpieczających przed wybuchem.
Pył kopalniany zabezpieczony to pył kopalniany zawierający:
1. co najmniej 70% części niepalnych stałych w polach niemetanowych,
2. co najmniej 80% części niepalnych stałych w polach metanowych,
3. wodę przemijającą uniemożliwiającą przenoszenie wybuchu pyłu węglowego i całkowicie pozbawiającą ten pył kopalniany lotności.

Pył węglowy bezpieczny to pył węglowy pochodzący z pokładu węgla niezagrożonego wybuchem pyłu węglowego.
Pył węglowy niebezpieczny to pył węglowy pochodzący z pokładu węgla zagrożonego wybuchem pyłu węglowego.
Pył węglowy przy sprzyjających warunkach ulega wybuchowi.
Pył węglowy wymieszany z powietrzem (w ilości 50–1000 g/m³) stanowi mieszankę wybuchową, eksplodującą z prędkością ponad 7 km na sekundę. W wyniku wybuchu stężenie trującego tlenku węgla (czadu) wzrasta do kilkunastu procent, podczas gdy najwyższe dopuszczalne stężenie w wyrobisku to 0,0026%, stężenie powodujące prawie natychmiastową utratę przytomności i śmierć w ciągu 3 minut to 0,5%. Gwałtowny wzrost ciśnienia przy fali wybuchu, wypalenie tlenu oraz znaczny wzrost zawartości tlenku węgla i innych gazów powybuchowych zabija wszystkie osoby znajdujące się w okolicy wybuchu.